# Ammonshorentje
Het ammonshorentje (Perpolita hammonis) is een slakkensoort uit de familie van de Gastrodontidae. De wetenschappelijke naam van de soort werd in 1765 voor het eerst geldig gepubliceerd door Hans Strøm.  Het is een algemene soort die op vrij rommelige en wat natte plaatsen voorkomt.

## Beschrijving
De dextrale, plat-conische slakkenhuis van het ammonshorentje heeft een diameter (breedte) van 3,6 tot 4,1 mm en een hoogte van 1,9 tot 2,1 mm in het volwassen stadium. Het heeft drie tot drie en een half (tot vier) snel toenemende windingen met een afgeronde omtrek. De windingen zijn slechts licht afgerond aan de bovenkant en worden slechts van elkaar onderscheiden door een zwakke naad. De laatste winding is aanzienlijk verwijd net voor de elliptische mond. De navel is open, matig breed en matig diep, en is niet precies gecentreerd in de laatste winding. De mondrand is dun, recht en heeft slechts een zeer zwakke lip.
Het huisje is doorschijnend, meestal licht bruin-roodachtig of met een groenachtige tint, of kleurloos. Het bovenoppervlak is glanzend en vertoont fijne, regelmatige ribben, ongeveer 9 tot 14 ribben per millimeter. De onderkant is glad.
Het lichaam van het dier is blauwzwart tot lichtgrijs. De rug en de tentakels zijn bij toch al donkere dieren altijd donkerder of bijna zwart. Het lichaam wordt vaak lichter richting de zool. De voet is smal, de zool is grijs met zwarte strepen aan de randen. Aan de zijkanten zitten vaak zwarte vlekken. In het hermafrodiete voortplantingssysteem is de zaadleider (vasa deferentia) erg kort en dringt deze door in de zeer korte en dunne penis aan de zijkant van de apex. Een epifallus ontbreekt. De penisretractor wordt ingebracht bij de apex. In het vrouwelijke kanaal van het genitale apparaat zijn de vrije eileider (oviduct) en vagina ongeveer even lang. De stengel van de spermatheca is matig lang. De blaas is langwerpig en is ingebed in het weefsel van de eileider (spermakanaal). Het atrium waarin de vagina en penis uitkomen, is relatief erg lang.

## Verspreiding en leefgebied
Het ammonshorentje is wijdverbreid in het Palearctisch gebied, maar niet in het zuiden van de Middellandse Zee-schiereilanden. Is ook voorkomend op het Balkan-schiereiland tot het zuiden van Bulgarije en in Oost-Europa tot de Kaukasus. In het noorden strekt het bereik zich uit tot of zelfs voorbij de poolcirkel.
De dieren leven in het bladafval van vochtige tot matig, droge naald- en loofbossen, vooral op de licht zure bodems van beukenbossen. Het komt echter, zij het veel minder vaak, voor in open biotopen zoals de randen van moerassen, wetlands of meren, en op zonnige, droge weiden. Het is wijdverbreid in het gebied en meestal gebruikelijk; echter zeldzamer en verspreid in de wat drogere gebieden van het laagland. In Zwitserland stijgt het tot 2.400 meter boven de zeespiegel, maar het is zeldzaam boven 1.500 meter. In Bulgarije zijn ze gevonden op hoogtes tot 1.500 meter.